# Косоногов, Алексей Ильич
Алексе́й Ильи́ч Косоно́гов (1929—1981) — капитан рыболовецких судов, Герой Социалистического Труда, депутат Верховного Совета РСФСР VI и VII созывов.

## Биография
Родился 12 июня 1929 года в крестьянской семье в селе Богдановка (ныне с. Старобогдановка в Мелитопольском районе Запорожской области Украины).
Окончив семилетнюю школу, в 1945 году начал трудовой путь. Работал учётчиком в колхозе, а затем инспектором органов Центрального статистического управления Акмолинской области Казахской ССР. В 1950 году призван на действительную службу в Военно-морской флот СССР, где служил матросом, боцманом, старшиной. После демобилизации в 1954 году приехал на Сахалин и стал работать в рыбной промышленности: сначала старшим помощником капитана, затем назначен капитаном сейнера «Орша» Томаринской сейнерной базы. В 1956 году экипаж под его командованием выполнил план на 187 %. В 1959 году после окончания Корсаковской школы усовершенствования командного состава Косоногов возглавил экипаж рыболовецкого сейнера «Чугуев» управления сейнерного флота Сахалинрыбпрома.
В 1960 году экипаж сейнера под его командованием добыл 20042 центнера рыбы, установив всесоюзный рекорд для такого типа судов. Инициатор социалистического соревнования выловить в 1961 году не менее 1000 центнеров рыбы на каждого из 15 членов команды (при плане 850 центнеров). В результате выполнения взятых обязательств рыбаки «Чугуева» выловили 21000 центнеров рыбы. 25 сентября 1961 года на областной партийной конференции был выбран делегатом на XXII съезд КПСС, а 3 марта 1963 года на выборах в Верховный Совет РСФСР VI созыва избран депутатом от Холмского избирательного округа № 632.
Указом Президиума Верховного Совета СССР от 13 апреля 1963 года за выдающиеся успехи в достижении высоких показателей добычи рыбы и производства рыбной продукции ему присвоено звание Героя Социалистического Труда с вручением ордена Ленина и золотой медали «Серп и Молот».
С марта 1965 года капитан среднего рыболовного траулера-рефрижератора (СРТ) «Орлан». 12 марта 1967 года повторно избран депутатом Верховного Совета РСФСР (VII созыва).
В дальнейшем возглавлял большие рыболовные морозильные траулеры (БМРТ) «Новая Эра», «Светлая» (1973 год), «Мыс Лазарева» (1976 год) Управления морского рыболовного и зверобойного флота Сахалинского производственного объединения рыбной промышленности «Сахалинрыбпром».
Жил в Холмске. Умер 15 октября 1981 года. Похоронен в Южно-Сахалинске.

## Награды и звания
- Отличник социалистического соревнования РСФСР (1960)
- Герой Социалистического Труда (03.03.1963)
- Орден Ленина (13.04.1963)
- 2 ордена Трудового Красного Знамени (26.04.1971; 12.05.1977)